# Scottsboro Boys

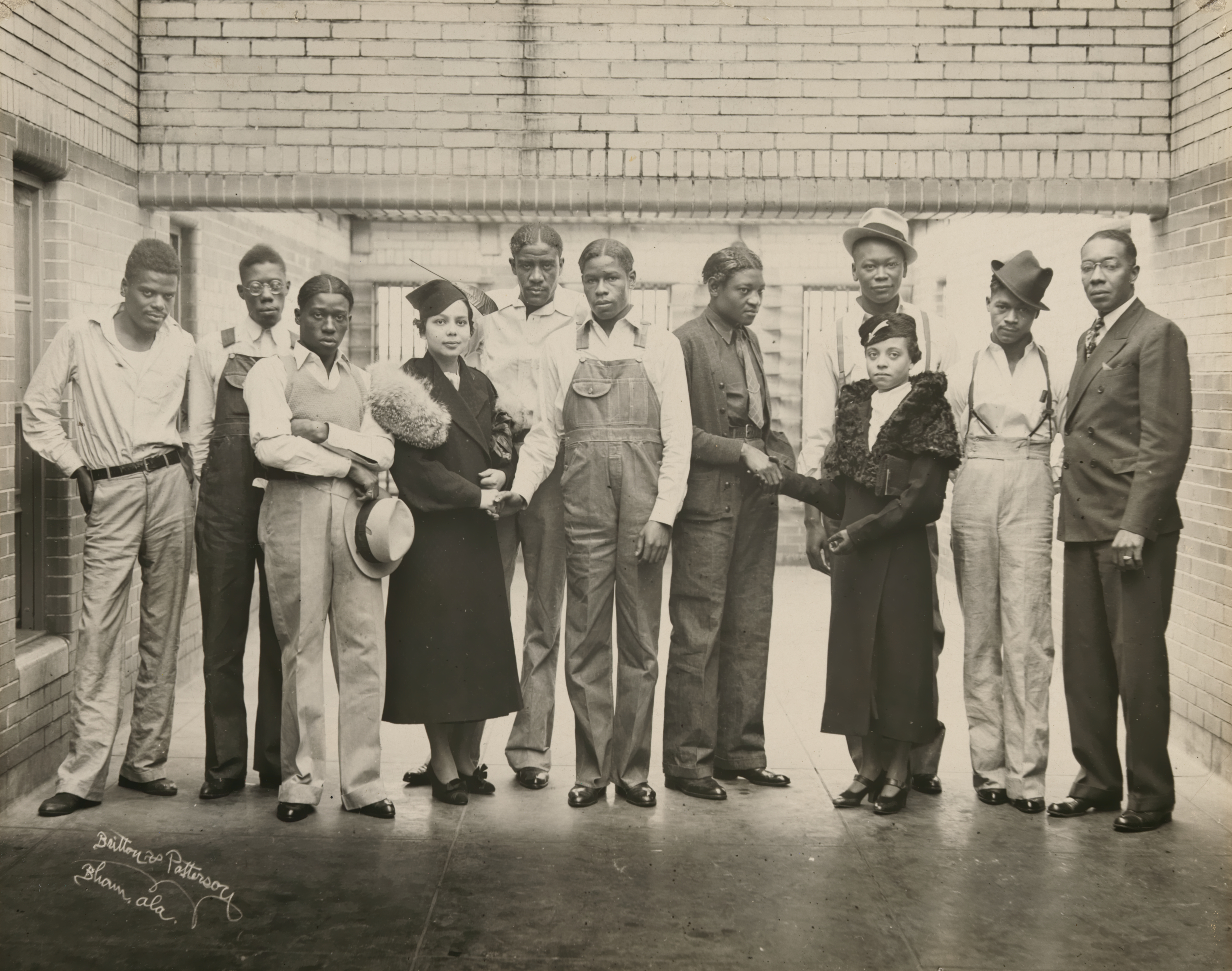
Les Scottsboro Boys.

L'expression « Scottsboro Boys » désigne neuf garçons afro-américains, âgés de 12 à 20 ans, accusés en 1931 d’avoir violé deux femmes blanches dans un train de marchandises traversant l’État du Tennessee. Huit des neuf accusés furent condamnés à mort par le tribunal de Scottsboro quinze jours après les faits, à l’issue de plusieurs procès n’excédant pas une journée. L'affaire des Scottsboro Boys est considérée comme une étape importante dans le cadre de la lutte contre les discriminations et pour le droit à un procès équitable aux États-Unis. L'affaire cumule une tentative de lynchage avant l'inculpation des suspects, une mise en scène, des jurés intégralement blancs, une justice expéditive et des troubles à l'ordre public pendant les procès.

## Déroulement des faits
Le 25 mars 1931, plusieurs passagers clandestins voyageaient à bord d'un train entre Chattanooga et Memphis (dans le Tennessee). Parmi eux, des passagers blancs quittèrent le train en marche et indiquèrent au shérif qu'ils avaient été agressés par un groupe de jeunes Noirs américains. Celui-ci envoya un groupe de miliciens qui inspecta le train vers Paint Rock (Alabama) et arrêta les adolescents noirs. Deux jeunes femmes blanches, Ruby Bates et Victoria Price, descendirent du train et déclarèrent avoir été violées par le groupe de jeunes Noirs,.

### Premiers jugements
L'affaire fut jugée à Scottsboro, en Alabama, au cours de trois procès expéditifs, durant lesquels les accusés disposèrent d'une faible assistance juridique, notamment par un avocat alcoolique, saoul pendant les séances du procès. Alors que des preuves médicales semblaient indiquer qu'ils n'avaient pas commis le crime,, ils furent tous reconnus coupables de viol et condamnés à mort, à l’exception de Roy Wright, alors âgé de douze ans. La peine de mort était alors la sentence la plus utilisée en cas de viol par un homme noir d'une femme blanche.

### Appels et arrêts de la Cour suprême
L’âge des condamnés, la gravité des peines prononcées et les circonstances des procès qui semblaient avoir violé quelques-unes des règles fondamentales de la défense déclenchèrent une campagne de soutien menée par le Parti communiste américain à travers la League of Struggle for Negro Rights et la National Association for the Advancement of Colored People (NAACP) qui dénonçaient le caractère raciste de l'affaire. L’International Labor Defense (ILD), organisation émanant du Parti communiste, prit en charge la défense des condamnés. Les procédures d’appel menèrent jusqu’à la Cour suprême qui cassa une première fois en 1932 les jugements prononcés en première instance, estimant que les condamnés n’avaient pas bénéficié d’un procès équitable (Powell v. Alabama 287 U.S. 45),.

### Seconde série de procès
Une seconde série de procès eut lieu dans la ville de Decatur (Alabama) en 1933. Les jugements furent à nouveau cassés par la Cour suprême en 1935 (Norris v. Alabama 294 U.S. 587). Lors de la troisième vague de procès, Clarence Norris fut à nouveau condamné à mort ; trois des neuf autres accusés reçurent des peines s’échelonnant de 75 à 99 ans de prison. La peine de Norris fut finalement commuée en peine de prison à vie par le gouverneur de l’Alabama David Bibb Graves en 1938.

### Suites des procès
Une partie des détenus fut progressivement libérée sur parole dans les années 1940 et au début des années 1950. Le dernier détenu, Clarence Norris, fut finalement gracié par le gouverneur de l’Alabama George Wallace, pourtant favorable à la ségrégation raciale, en 1976.
En novembre 2013, Haywood Patterson, Charlie Weems et Andy Wright, les trois membres du groupe dont les condamnations n'avaient pas été annulées sont graciés de façon posthume par la commission des libérations conditionnelles de l'Alabama (Alabama's parole board). La grâce intervient 82 ans après leur condamnation et 24 ans après la mort du dernier accusé, Clarence Norris le 23 juin 1989,,.

## Pour approfondir

#### Essais
- (en-US) Clarence Norris et Sybil D. Washingt, The last of the Scottsboro boys: An autobiography, New York, Putnam (réimpr. 2005, 2008) (1re éd. 1979), 302 p. (ISBN 978-0399120183, OCLC 4494032, lire en ligne),
- (en-US) James Haskins, The Scottsboro Boys, New York, Henry Holt & Company, 1994, 134 p. (ISBN 978-0-8050-2206-3, lire en ligne),
- (en-US) Gerald Horne, Powell V. Alabama : The Scottsboro Boys and American Justice, New York, Franklin Watts, coll. « Historic Supreme Court cases », 1997, 72 p. (ISBN 9780531113141, lire en ligne),
- (en-US) Lita Sorensen, The Scottsboro Boys Trial : A Primary Source Account, New York, Rosen Pub. Group, coll. « Great trials of the 20th century », 2004, 72 p. (ISBN 9780823939756, lire en ligne),
- (en-US) David Aretha, The Trial of the Scottsboro Boys, Morgan Reynolds Publishing, 1er octobre 2007, 136 p. (ISBN 978-1599350585, lire en ligne),
- (en-US) James R. Acker, Scottsboro and Its Legacy : The Cases that Challenged American Legal and Social Justice, Westport, Greenwood Publishing Group, 2008, 258 p. (ISBN 978-0-275-99083-1, lire en ligne)
- (en-US) James A. Miller, Remembering Scottsboro : The Legacy of an Infamous Trial, Princeton, New Jersey, Princeton University Press (réimpr. 2021) (1re éd. 2009), 304 p. (ISBN 9780691090801, OCLC 244293260, lire en ligne),
- (en-US) David Cates, Scottsboro Boys, Minneapolis, Minnesota, ABDO Pub. Co., coll. « Essential Events », 2012, 120 p. (ISBN 9781617833106, lire en ligne),
- (en-US) Kwando M Kinshasa (dir.), The Scottsboro Boys in Their Own Words : Selected Letters, 1931-1950, Jefferson, Caroline du Nord, McFarland & Company, Inc., 2014, 340 p. (ISBN 9780786472048, lire en ligne),
- (fr) Lin Shi Khan et Tony Perez, Scottsboro, Alabama : de l'esclavage à la révolution [« Scottsboro, Alabama : a story in linoleum Cuts »], Montreuil, Éditions L'Échappée, 2014, 191 p. (ISBN 978-2-915830-85-9, SUDOC 181805308),

#### Articles
- (en-US) James A. Miller, Susan D. Pennybacker et Eve Rosenhaft, « Mother Ada Wright and the International Campaign to Free the Scottsboro Boys, 1931-1934 », The American Historical Review, vol. 106, no 2,‎ avril 2001, p. 387-430 (44 pages) (lire en ligne ),
- (en-US) Mark Curriden, « Precedents: March 25, 1931. The Saga of the Scottsboro Boys Begins », ABA Journal, vol. 99, no 3,‎ mars 2013, p. 72 (1 page) (lire en ligne ),
- (en-US) ShiPu Wang, « We Are Scottsboro Boys », American Art, vol. 30, no 1,‎ printemps 2016, p. 16-20 (5 pages) (lire en ligne ),
- (fr) Adrien Minard, « Liberté pour les prisonniers de Scottsboro ». L’antiracisme soviétique à l’affiche », sur Revue Alarmer, 7 mai 2023